# Жареное мороженое
Жареное мороженое или Мороженое тэмпура — десерт, приготовленный из шарика мороженого, который замораживают до твёрдого состояния, затем панируют или покрывают тестом, и быстро обжаривают во фритюре, создавая тёплую хрустящую корочку вокруг ещё холодного мороженого. Десерт распространен в китайской, японской и мексиканской кухне.

## Происхождение
Существуют противоречивые версии о происхождении десерта. Некоторые утверждают, что его впервые подали во время Всемирной выставки в Чикаго 1893 года, где также было изобретено мороженое Сандэй. Хотя в 1894 году компания из Филадельфии была удостоена признания за его изобретение, описывая: «Маленькое, твёрдое [пирожное] из мороженого обертывается тонким слоем корочки для пирога, а затем окунается в кипящий жир или масло, чтобы приготовить внешнюю часть до хрустящей корочки. Поданное немедленно, мороженое оказывается таким же прочно замороженным, каким оно было изначально приготовлено». Третья теория, восходящая к 1960-м годам, предполагает, что жареное мороженое было изобретено на основе рецепта японской темпуры.

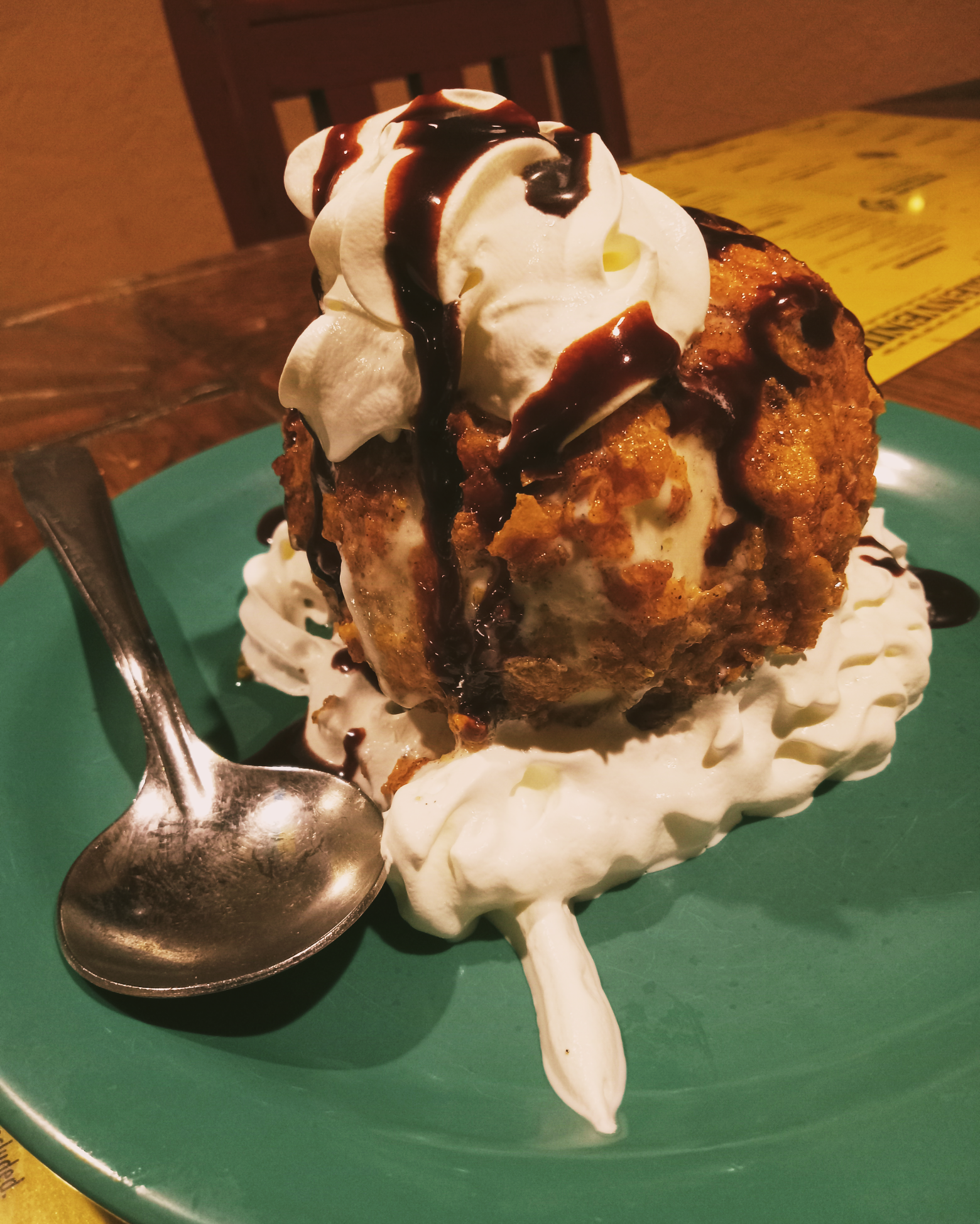
Жареное мороженое

Возможно, это блюдо частично произошло от блюда Baked Alaska, возникшего в XVIII веке, в котором мороженое подаётся под быстро обжаренным безе.

## Приготовление
Десерт обычно готовят, беря шарик мороженого, замороженного значительно ниже температуры, при которой обычно хранится мороженое, возможно, покрывая его сырым яйцом, обваливая в кукурузных хлопьях или крошках печенья и недолго обжаривая во фритюре. Чрезвычайно низкая температура мороженого не дает ему растаять во время жарки.
Его можно посыпать корицей, сахаром и щепоткой перечной мяты, хотя можно использовать и взбитые сливки или мёд.

## Ассоциации с национальными кухнями
В Соединённых Штатах жареное мороженое ассоциировалось с азиатской кухней и появлялось в обзорах китайских, японских и полинезийских ресторанов в разделе «Обеды вне дома» газеты New York Times в 1970-х годах.
Его также стали ассоциировать с мексиканской кухней, во многом благодаря национальной сети ресторанов Chi-Chi’s, которая с момента своего открытия в 1975 году приняла в качестве своего «фирменного десерта» жареное мороженое, приготовленное из тортильи и корицы.
В Австралии жареное мороженое прочно ассоциируется с азиатской кухней и, в частности, с австралийской китайской кухней. Его часто подают с карамельным соусом.